# Championnats du monde de gymnastique rythmique 2001

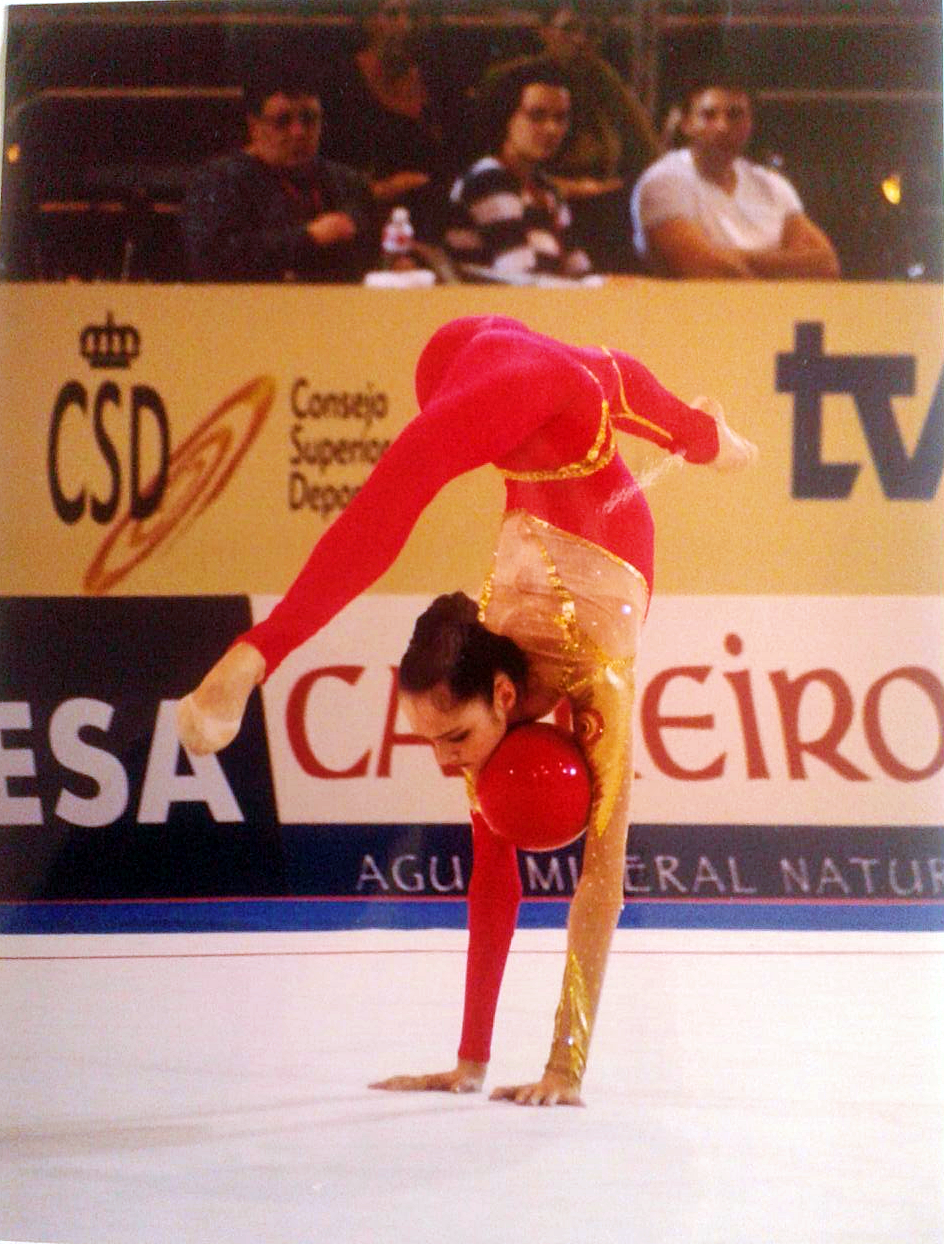
Anna Bessonova lors de sa prestation en ballon.

Les XXIV Championnats du monde de gymnastique rythmique se sont tenus à Madrid en Espagne du 18 au 21 octobre 2001.

## Concours général individuel
| Rang | Gymnaste               | Total   |
| ---- | ---------------------- | ------- |
| *    | Alina Kabaeva (RUS)    | 113.025 |
| *    | Irina Tchachina (RUS)  | 109.750 |
| 1    | Tamara Yerofeeva (UKR) | 106.225 |
| 2    | Simona Peycheva (BUL)  | 106.150 |
| 3    | Anna Bessonova (UKR)   | 103.575 |

## Corde
| Rang | Gymnaste                 | Total  |
| ---- | ------------------------ | ------ |
| 1    | Alina Kabaeva (RUS)      | 27.925 |
| 2    | Irina Tchachina (RUS)    | 27.250 |
| 3    | Tamara Yerofeeva (UKR)   | 26.025 |
| 4    | Simona Peycheva (BUL)    | 25.950 |
| 5    | Anna Bessonova (UKR)     | 25.700 |
| 6    | Elena Tkachenko (UKR)    | 25.000 |
| 7    | Elizabeth Paysieva (BUL) | 24.575 |
| 8    | Inna Zhukova (BLR)       | 24.400 |

## Cerceau
| Rang | Gymnaste               | Total  |
| ---- | ---------------------- | ------ |
| 1    | ????? (???)            |        |
| 2    | ????? (???)            |        |
| 3    | Simona Peycheva (BUL)  | 26.175 |
| 4    | Anna Bessonova (UKR)   | 25.900 |
| 5    | Tamara Yerofeeva (UKR) | 25.700 |
| 6    | Almudena Cid (ESP)     | 24.750 |
| 7    | Elena Tkachenko (BLR)  | 24.400 |
| 8    | Inna Zhukova (BLR)     | 24.225 |

## Ballon
| Rang | Gymnaste               | Total  |
| ---- | ---------------------- | ------ |
| 1    | ????? (???)            |        |
| 2    | ????? (???)            |        |
| 3    | Simona Peycheva (BUL)  | 26.625 |
| 4    | Anna Bessonova (UKR)   | 26.100 |
| 5    | Tamara Yerofeeva (UKR) | 25.700 |
| 6    | Elena Tkachenko (BLR)  | 25.250 |
| 7    | Laura Zacchilli (ITA)  | 24.700 |
| 8    | Inna Zhukova (BLR)     | 23.600 |

## Massues
| Rang | Gymnaste                 | Total  |
| ---- | ------------------------ | ------ |
| 1    | ????? (???)              |        |
| 2    | ????? (???)              |        |
| 3    | Simona Peycheva (BUL)    | 27.275 |
| 4    | Elena Tkachenko (BLR)    | 25.725 |
| 5    | Alina Maksimenko (UKR)   | 25.600 |
| 6    | Anna Bessonova (UKR)     | 25.325 |
| 7    | Olena Osiadovskaya (BLR) | 25.325 |
| 8    | Elizabeth Paysieva (BUL) | 25.000 |

## Concours général par équipe
| Rang | Nation      | Total   |
| ---- | ----------- | ------- |
| 1    | Russie      | 275.900 |
| 2    | Ukraine     | 258.875 |
| 3    | Biélorussie | 254.500 |
| 4    | Bulgarie    | 253.975 |